# Karanggeneng (Kandeman)
Karanggeneng is een bestuurslaag in het regentschap Batang van de provincie Midden-Java, Indonesië. Karanggeneng telt 2454 inwoners (volkstelling 2010).